# Karl Ludolf Friedrich Lachmann

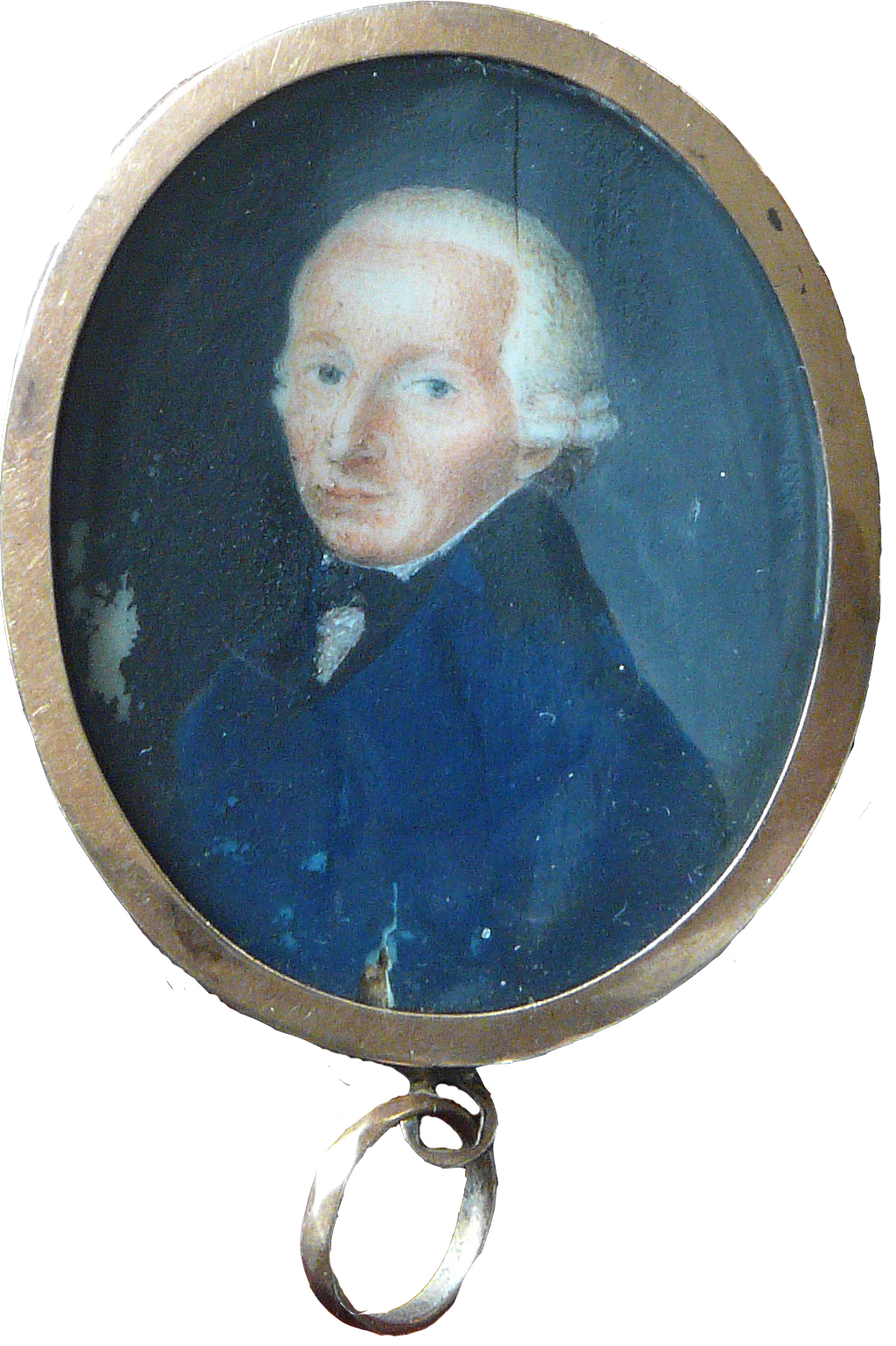
Karl Ludolf Friedrich Lachmann

Karl Ludolf Friedrich Lachmann (* 22. Oktober 1756 in Mieste, Altmark; † 28. Februar 1823 in Braunschweig) war ein deutscher Theologe und Pädagoge.

## Leben
Karl Ludolf Friedrich Lachmann wurde in Mieste geboren, heute ein Ortsteil der Hansestadt Gardelegen im Altmarkkreis Salzwedel im Nordwesten von Sachsen-Anhalt, als Sohn des Theologen Valentin Balthasar Lachmann (1717–1777) und dessen Ehefrau Sophia Helena Louisa Wernich. Der Name der Mutter wird in einigen Publikationen bisweilen als Sophie Helma Louise Wernicke angegeben.
Im Kirchenbuch von Mieste nahm der Vater, Pastor Valentin Balthasar Lachmann, unter: „Copulierte zu Miest 1748“ folgenden Eintrag vor:

„NB den 20ten August bin ich Valentin Balthasar Lachmann, Sohn Johann Lachmanns weiland Predigers in Dewitz und Wohlenberg, als angehender Prediger in Mieste, zu Zichtau mit des Herrn Predigers zu Zichtau Joachim Friedrich Wernichs Tochter Frau Sophia Helena Louisa Wernich seel. Herrn Magistri Christan Lebrechts Müllers, weiland Predigers in (Groß Engersen) … [vermutlich ‚nachgelassener Witwe‘] … relicta copulirt, nachdem sie 6 Jahr Wittwe ge…[wesen] …“

Sophia Helena Louisa Wernich, verwitwete Müller, war bereits Mutter von vier Kindern. Aus der Ehe mit Lachmann gingen weitere sechs Kinder hervor, von denen Karl Ludolph Friedrich Lachmann das vierte Kind war.
Er wuchs unter eher ärmlichen Verhältnissen auf und besuchte zunächst eine Landschule. Es folgte eine Ausbildung auf einer Lateinschule in Gardelegen. Ab 1776 studierte Lachmann in Halle Theologie. Während seiner Studienzeit unterrichtete er zugleich an der Lateinschule des Halleschen Waisenhauses. 1783 bis 1792 war Lachmann Feldprediger beim Königlich Preußischen Leibkürassierregiment in Schönebeck bei Magdeburg. Dort schloss er sich der Freimaurerloge Ferdinand zur Glückseligkeit an. 1792 wurde Lachmann auf die zweite Predigerstelle von St. Andreas in Braunschweig berufen. 1798 erhielt er dort die erste Predigerstelle. 1823 starb er in Braunschweig.
Lachmann war neben seiner Tätigkeit als Prediger an Fragen der Bildung und der Bildungsreform interessiert. Sein besonderes Augenmerk galt dabei der Förderung von Industrieschulen. So war er unter anderem an der Gründung der Frankeschen Industrieschule in Halle beteiligt. Diese betreute er auch als Geistlicher. In seiner Schrift Das Industrieschulwesen. Ein wesentliches und erreichbares Bedürfnis aller Bürger- und Landschulen entwickelte er Aspekte einer nationalen Bildungsreform unter dem Vorzeichen der „Industriosität“, als deren Prototyp er die Braunschweiger Industrieschule betrachtete.
In dem Aufsatz Das Martino-Katharineum. Ein Gesamtgymnasium zu Braunschweig trat er für die Vereinigung der beiden städtischen Gymnasien ein, wandte sich aber gegen die Umgestaltung zu einem Realgymnasium.
Lachmanns historisches Interesse belegt seine 1816 erschienene Geschichte der Stadt Braunschweig.

## Familie und Nachkommen
Lachmann war dreimal verheiratet. Aus seiner ersten Ehe mit Juliane Dorothea (geb. von Loeben, 1774–1795) ging der Philologe Karl Lachmann (1793–1851) hervor.
Aus der am 26. Januar 1796 geschlossenen zweiten Ehe mit Johanne Elisabeth Conradine Heyer, Tochter des Braunschweiger Hagenmarkt-Apothekers Justus Christian Heinrich Heyer, stammt Franz Heinrich August (1797–1872). Franz Heinrich August wurde 1819 Arzt und war ab 1821 als Armenarzt in Braunschweig tätig.
Aus am 19. Juni 1798 geschlossenen dritten Ehe mit Anna Luise Sabine Tünzel stammt der Sohn Friedrich (1800–1828). Er wurde Gymnasiallehrer und Altphilologe in Göttingen. Auch Heinrich Wilhelm Ludolph (1801–1861), ein weiterer Sohn dieser Ehe, wurde Arzt und Naturforscher. Er eröffnete 1829 in Braunschweig eine Unterrichtsanstalt für Blinde und verfasste 1827 bis 1831 die „Flora Brunsvicensis“ sowie mehrere Schriften für den Blindenunterricht.

## Werke
- Allgemeine Ideen über die einer jeden Menschenklasse Deutschlands zu wünschende Ausbildung und Aufklärung. Leipzig 1790.
- Geschichte der Stadt Braunschweig, seit ihrer Entstehung bis zum Ende des Jahres 1815. Ludwig Lucius, Braunschweig 1816.
- Das Industrieschulwesen. Ein wesentliches und erreichbares Bedürfnis aller Bürger- und Landschulen. Braunschweig / Helmstedt 1802.
- Das Martino-Katharineum. Ein Gesamtgymnasium zu Braunschweig. In: Braunschweigsches Magazin. 1819.